# Кристиансхольм
Кристиансхольм (нем. Christiansholm) — община в Германии, в земле Шлезвиг-Гольштейн. 
Входит в состав района Рендсбург-Экернфёрде. Подчиняется управлению Хонер Харде.  Население составляет 234 человека (на 31 декабря 2010 года). Занимает площадь 8,42 км².